# Casa de reinas
Casa de reinas es una miniserie colombiana producida por RCN Televisión. Se trata de un spin-off de la comedia costumbrista Chepe Fortuna. Esta protagonizada por Rodrigo Candamil, Lorna Cepeda y Catalina Londoño. La propuesta de la producción es ambientar la telenovela en la Región Caribe de Colombia, por lo que un 90% del elenco es originario de las costas colombianas.

## Sinopsis
Cinco años después, lo que pondría a la historia en el año 2016, la vida ya no es la misma para los personajes más divertidos del barrio el Tiburón y la familia Cabrales, de los tiempos en que ricos y pobres convivían en el lujoso barrio Manglar gracias a la unión de Niña y Chepe Fortuna queda muy poco. Ahora Chepe como embajador vive en la India en compañía de su familia. Los Cabrales se radicaron en Miami y los vecinos del barrio el Tiburón, dilapidaron el dinero y las casas que habían conseguido para vivir como ricos y en cabeza de ‘La Celosa’, volvieron a ser los mismos pobres de antaño. La Celosa ya no cela al Bellaco, es más reza a diario para que alguna mujer se lo lleve para su casa y se lo quite de encima, porque su decadente esposo de perseguido, pasó a ser un celoso compulsivo que de rodillas suplica para que su mujer lo vuelva a querer. Con el objetivo de sobrellevar la pobreza en la que se encuentran, Petra de la Concha como se hace llamar ahora La Celosa, en compañía de su hija Cindy, se dedica a preparar reinas para los diferentes reinados populares.
Pero La Celosa no es la única que prepara reinas, ya que el afamado diseñador gay Lucas de la Rosa en compañía de su esposa, Reina Carolina, su suegra Rosalía y sus dos pequeños hijos Reina Victoria y Doroteo, regresan a Colombia a inaugurar con bombos y platillos Victoria House of Queen International, una Casa de Reinas nacionales e internacionales. Mientras Petra de la Concha asalta matones para coser los vestidos, montar coreografías y ejercitar a sus pupilas en su “rancho de reinas”. Lucas, Reina Carolina y Rosalía gracias al enorme capital que han invertido en el negocio, junto con Bill Remington, un seductor socio americano, no escatiman en recursos en la imponente sede y en contratar un personal de expertos en reinados que incluyen estilista, reina nacional y hasta una virreina universal a bordo. Como quien dice nuevamente a su manera y en su estrato, todos vuelven a hacer parte del mismo negocio.
Por su parte la polémica Venezuela recluida en la cárcel y totalmente “arrepentida” de todo el mal causado a los Cabrales en el pasado, se reencuentra con Rosalía y Lucas cuando estos son jurados en el reinado penitenciario, donde Venezuela participa como candidata y es nombrada la nueva soberana de la cárcel. Esta mujer logra públicamente el perdón de Rosalía en nombre de su familia y sueña que con el buen corazón de los Cabrales y las triquiñuelas como abogado de su ahijado Chencho Jurado, conseguirá algún día hacer parte de la Casa de Reinas que los Cabrales han creado, para terminar de pagar condena como profesora de inglés y llevar a cabo un plan de venganza y fuga en contra de los Cabrales y de su antigua enemiga La Celosa. Muy pronto los sueños de Venezuela se vuelven realidad, justo cuando la pesadilla para los Cabrales comienza, cuando descubren en pleno evento de inauguración de su negocio con prensa y personalidades del país, que han sido estafados por su socio gringo Bill, quien los ha dejado en la ruina, llenos de deudas y con problemas hasta con la justicia.

## Elenco
| Actor                  | Personaje                                | Resumen |  |
| ---------------------- | ---------------------------------------- | --- |  |
| Rodrigo Candamil       | Lucas de la Rosa                         | Famoso por su humor ácido, su lealtad incondicional y su sensibilidad a flor de piel. Amigo fiel por excelencia, coqueto, mordaz, con un gusto refinado y el don de transformar cualquier esperpento en una mujer decente y por supuesto en una candidata a reina. |  |
| Catalina Londoño       | Reina Carolina Araujo Cabrales           | Su carencia de inteligencia se convirtió en su principal virtud, sin embargo en todo lo relacionado con seducir hombres es toda una biblia. Con un valor muy desarrollado por los desprotegidos, siempre y cuando no tenga que nadar en inundaciones, ni pasar por ninguna incomodidad. Ingenua, en ocasiones estúpida, pero eso sí solidaria y entregada a su marido aunque no sea en la cama y aparece alejandra valle jimenez. |  |
| Lorna Cepeda           | Petra Viuda de Meza "Petra de la Concha" | Famosa por su lengua de tres cabezas, capaz de enredar a cualquier persona en sus chismes, suposiciones e hipótesis inconclusas. De naturaleza tacaña, envidiosa, ventajosa y cizañera. Su mayor virtud el sentido del humor que se jura que tiene y que a pesar de que no da puntada sin dedal, finalmente termina ayudando al prójimo con tal de que le deban favores. |  |
| Mateo Giraldo          | Doroteo de la Rosa                       | Un pequeño que sueña con ser un artista de reguetón famoso y se debate en la encrucijada de tener un padre que lo quiere todo un señorito y uno que quiere hacer de él todo un gañán popular. |  |
| Sara Quintero          | Reina Victoria de la Rosa                | Sueña con volver a Miami y la palabra ‘corroncho’, le produce urticaria. Hija de Lucas, Reina Carolina y Pipe Daza. |  |
| Vetto Gálvez           | Aquilino Meza. "El Bellaco"              | Su verdadero nombre es Aquilino Meza, aunque él se autodenomina El Papi. Maestro del siete mujeres y creador de una teoría que pone a la infidelidad como una virtud masculina que debería ser respetada por todas las mujeres del mundo. |  |
| Mile Vergara           | Rosalía Cabrales                         | La tía loca que todos quisiéramos tener, alegre, parrandera, glotona. Obsesionada con obtener una corona ajena a falta de la que ella por gorda nunca pudo obtener. Leal, de las que puede mezclarse con el pueblo sin importarle el qué dirán y eso sí todo un sargento cuando de cumplir sus objetivos se trata. |  |
| Kathy Rangel           | Cindy Meza                               | Hija de La Celosa, madre soltera y ex prostituta que sigue intentando hacer todo lo posible por salir de pobre, incluso volver a sus andanzas de mujer de la vida alegre. Ahora, con un hijo por quien tiene que responder, se vale de todas sus artimañas para hacer creer que quiere trabajar decentemente. Heredó de su madre el mismo empuje para trabajar y medírsele a lo que sea, pero lastimosamente “lo que sea” marca la diferencia moral entre madre e hija. |  |
| Omeris Arrieta         | Venezuela Castillo                       | Reina de la cárcel donde estaba recluida, hermana de la difunta nana Colombia, logra obtener la casa por cárcel, eligiendo la casa de los Cabrales para un futuro escape y así recuperar una caleta o guaca que guardó anteriormente. Cuando logra construir su vía de escape se topa con Aníbal y Bruno, quienes intentaban escapar de la cárcel también, estropeando otro plan fallido de fuga. |  |
| Mijail Mulkay          | inocencio jurado "chencho"               | Doctor en leyes y un auténtico practicante de la filosofía del bacán. Lucha por estar del lado de la justicia llevándolo a estar entre los buenos y los malos dependiendo de la situación. Por esconder un terrible secreto que de saberse acabaría con la vida de su santa madre, es un títere del poder y de los planes de venganza que ejerce su madrina Venezuela, lo que lo convierte en villano y héroe. Intenta conquistar a la celosa por orden de Venezuela pero la que le gusta es Asunción Cabrales quien resulta siendo su hermana junto a Rosalía y Rodrigo el padre de niña que ya murió . |  |
| Juan Mauricio Julio    | Mono cuco                                | Galante, gentil, un caballero en todo el sentido de la palabra. Será el encargado de la nota musical de Casa de Reinas. Un hombre sensible y de los que se conmueven con las necesidades de un niño y a pocas cosas sabe decir que no. |  |
| Mauricio Mejía         | Pipe Daza                                | De profesión contrabandista, mujeriego, buen amigo, parrandero y dispuesto a defender su honor y cobrar revancha contra Lucas de la Rosa, que lo humilló públicamente a los golpes. Con los años quiere tener a quien heredar por eso fija sus ojos en su único hijo varón Doroteo de la Rosa, por quién está dispuesto a lo que sea para hacer valer sus derechos como padre. |  |
| Endry Cardeño          | La Motilona                              | La motilona llega a casa de reinas a ser la estilista junto a la bumby y la fransis |  |
| Nicolás Cardona        | La Bumby                                 | llega junto a la motilona y la fransis |  |
| Juan Manuel Lenis      | La Chiqui                                | llega del valle a visitar a sus amigas la motilona y la bumby |  |
| Javier Romero Morales  | Francis                                  | |  |
| Mónica Layton          | Leyla judyth Chamorro                    | Después de ser empleada de los Cabrales, quedó embarazada de un policía casado, padre de su unigénito Batistuta, como madre soltera y por su carácter altanero en ninguna casa de la costa le dieron trabajo, por eso ante la oferta de ser recepcionista de la Casa de Reinas, encuentra el lugar donde pretende casar papá para su Batistuta. Estrafalaria, indiscreta, se cree de mejor familia, siempre tiene un no por respuesta y es pariente de los sabañones por lo que siempre se le ve comiendo algo.                                                                                          |  |
| Lorena Meritano        | Minerva Samper                           | Es amiga de la celosa, se entraron en un hotel y luego la celosa llegan a su casa, donde el bellaco tiene un accidente y confiesa todo, ella se pone un poco molesta, ella empieza hacer trabajos con el bellaco y se enamoran. |  |
| Yaneth Waldman         | Matilde Viuda de la Rosa                 | Madre de Lucas de la Rosa y abuela de Victoria y Doroteo de la Rosa. |  |
| Carmenza Gómez         | Digna Jurado                             | Madre de Chencho Jurado. |  |
| David Polanco          | Batistuta Maradona Chamorro              | Hijo de Leyla Chamorro. |  |
| Enilda Rosa Vega Borja |                                          | |  |
| Luis Fernando Múnera   | General Matamaya                         | |  |
| Liliana Henao          |                                          | |  |
| Linda Lucia Callejas   |                                          | |  |

## Actuaciones especiales
Los invitados especiales son personajes que tuvieron mayor relevancia en Chepe Fortuna y ahora en Casa de Reinas tienen apariciones esporádicas:
| Actor            | Personajes                                         | Resumen |
| ---------------- | -------------------------------------------------- | --- |
| Javier Jattin    | José "Chepe" Fortuna                               | Aparece en la India junto su esposa y abuela. |
| Taliana Vargas   | Niña Cabrales                                      | Aparece en la India junto su esposo y "Doña Jose". |
| Judy Henríquez   | Josefa "Doña Jose" Fortuna                         | Aparece en la India junto Chepe y Niña. |
| Margalida Castro | Doña Úrsula Eloísa Lacouture Infante de Cabrales † | Se presenta varias veces como fantasma a su hija y le advierte que no descansa hasta consiga su casa en paz y que salgan las personas maléficas.        |
| Consuelo Luzardo | Alfonsina Pumarejo †                               | Aparece junto a Úrsula y Colombia como fantasma. |
| Rosalba Goenaga  | Colombia Castillo †                                | Aparece junto Úrsula y Alfonsina como fantasma. |
| Pedro Palacio    | Aníbal Conrado                                     | Escapa de la cárcel junto a su padre. |
| Gerardo Calero   | Bruno Conrado                                      | Escapa de la cárcel junto a su hijo. |
| Adriana Ricardo  | Asunción Cabrales                                  | Hermana de Rosalía Cabrales. Llega junto su padre, Jeremías Cabrales. Que por momentos se deja llevar por chencho que pretende estar con ella.          |
| Carlos Muñoz †   | Jeremías Cabrales                                  | Llega junto su hija Asunción, y se va sin saber nada de la casa de reina. Regresa junto a Moisés para ponerle fin al negocio y a ayudar a Digna Jurado. |

## Invitados Especiales
| Personaje                  | Trabaja               | Resumen |
| -------------------------- | --------------------- | --- |
| Jorge Celedón              | Cantante de Vallenato | |
| Daniel Calderón            | Cantante de Vallenato | |
| Los Gigantes del Vallenato | Grupo Vallenato       | |
| Reykon                     | Cantante de reguetón  | Aparece junto a Pipe Daza para impresionar a Doroteo de la Rosa. |
| La Gorda Fabiola           | Humorista             | Es jurado del reinado de la cárcel donde gana Venezuela y luego es secuestrada por mujeres de la penitenciaria.                                                                              |
| La Negra Candela           | Presentadora          | Aparece como juez en el reinado de la policía, y también junto Leyla Chamorro en su programa, El Lavadero.                                                                                   |
| Rodrigo Castro             | Presentador           | Aparece junto a La Negra Candela y Leyla Chamorro en El Lavadero. |
| Kimberly Reyes             | Heidy Tatiana         | Es la primera reina en ser preparada por la celosa, gana el concurso de reinas populares. Cuando su padre descubre que ésta embarazada intenta matar a la celosa pero todo se resuelve.      |
| Indhira Serrano            | Sargento Duncan       | Al principio era una mujer fea, pero en la Casa de Reinas la arreglaron para el reinado de la policía, pero por unos fuegos artificiales, ella creyó que era una balacera quedó de virreina. |
| Majida Issa                | Jazmin                | Una mujer Turca que llegó a la casa de los Cabrales para prepararse como reina. Decide quedarse en Colombia y separarse de su estafador esposo.                                              |
| Moisés Rivillas            | El Comandante Oñate   | |
| Exreina                    |                       | |
| Linda Lucia Callejas       | Exreina y actriz      | |
| Claudia Moreno             | Exreina y actriz      | |
| Cristina Hurtado           | Presentadora          | |
| Los K Morales              | Grupo Vallenato       | |
| Grupo Kvrass               | Grupo de Vallenato    | |
| Miguel Lora                | Ex Boxeador           | Ayuda a entrenar a Pipe Daza para la pelea de él con Lucas. |
| Omar Geles                 | Cantante de Vallenato | |

## Ficha Técnica
- Idea Original: Miguel Ángel Baquero
- Libretos Y Producción General: Miguel Ángel Baquero & Eloísa Infante
- Libretista Junior: Sandra Vecino
- Dirección General: Mario Ribero
- Dirección: John Bolívar
- Producción Ejecutiva: Nana Velásquez
- Jefes De Producción: Amanda Neme & César Rincón
- Dirección De Fotografía: Juan Carlos Rodríguez
- Dirección De Arte: Andrés Caicedo Diseño
- Escenográfico: Liliana Cortés & Daniel Rojas
- Diseño Ambientación: Javier Cárdenas Diseño
- Vestuario: Gerson Parra & Marcia Vargas
- Diseño Maquillaje: Margarita Forero
- Música: Juancho Pulido & Pablo Tedeschi
- Dirección Postproducción: Paola Mejía
- Edición: Luis Patiño
- Musicalización: Ricardo Andrés Lara
- Gerentes De Producción: Catalina Bridge & Alessandro Basile
- Vicepresidente De Producto: Fernando Gaitán.